# Seznam výzbroje australských pozemních sil
Seznam výzbroje australských pozemních sil uvádí přehled vybavení australské armády.

## Pěchotní zbraně
| Název                                 | Fotografie | Původ               | Určení                  | Verze                    | Poznámky                                                    |
| Pistole                               | Pistole    | Pistole             | Pistole                 | Pistole                  |                                                             |
| ------------------------------------- | ---------- | ------------------- | ----------------------- | ------------------------ | ----------------------------------------------------------- |
| Heckler & Koch USP                    |            | Německo             | poloautomatická pistole |                          |                                                             |
| Browning HP                           |            | Belgie              | poloautomatická pistole |                          | ve výzbroji speciálních sil                                 |
| Útočné pušky                          |            |                     |                         |                          |                                                             |
| F88 Austeyr                           |            | Rakousko            | útočná puška            |                          | standardní útočná puška                                     |
| M4                                    |            | USA                 | útočná puška            |                          | ve výzbroji speciálních sil                                 |
| HK 416                                |            | Německo             | útočná puška            |                          | ve výzbroji speciálních sil                                 |
| Samopaly                              |            |                     |                         |                          |                                                             |
| Heckler & Koch MP5                    |            | Německo             | samopal                 | MP5K MP5KA1 MP5A3 MP5SD3 | ve výzbroji speciálních sil                                 |
| Odstřelovací pušky                    |            |                     |                         |                          |                                                             |
| Accuracy International Arctic Warfare |            | Spojené království  | odstřelovací puška      |                          |                                                             |
| Accuracy International AW50           |            | Spojené království  | velkorážní puška        |                          |                                                             |
| Mk 14 EBR                             |            | USA                 | odstřelovací puška      |                          |                                                             |
| Barrett M82                           |            | USA                 | velkorážní puška        | M82A1                    |                                                             |
| SR-25                                 |            | USA                 | odstřelovací puška      |                          |                                                             |
| Blaser R93 Tactical                   |            | Německo             | odstřelovací puška      |                          |                                                             |
| HK417                                 |            | Německo             | odstřelovací puška      |                          |                                                             |
| Brokovnice                            |            |                     |                         |                          |                                                             |
| Remington Model 870                   |            | USA                 | brokovnice              |                          |                                                             |
| Kulomety                              |            |                     |                         |                          |                                                             |
| FN MINIMI                             |            | Belgie              | lehký kulomet           |                          |                                                             |
| FN MAG                                |            | Belgie              | univerzální kulomet     |                          |                                                             |
| M2 Browning                           |            | USA                 | těžký kulomet           | M2 HB QCB                |                                                             |
| Granátomety                           |            |                     |                         |                          |                                                             |
| Mk 47                                 |            | USA                 | automatický granátomet  |                          |                                                             |
| M203                                  |            | Rakousko/ USA       | podvěsný granátomet     | M203PI/M203A1            |                                                             |
| Steyr GL40                            |            | Rakousko/ Austrálie | jednoranný granátomet   |                          | použitelný jako ruční anebo podvěsný pod pušku EF88 Austeyr |
| Pancéřovky                            |            |                     |                         |                          |                                                             |
| Carl Gustav                           |            | Švédsko             | pancéřovka / tarasnice  | M3, M4                   |                                                             |
| M72 LAW                               |            | USA                 | pancéřovka              |                          |                                                             |
| Protitankové řízené střely            |            |                     |                         |                          |                                                             |
| FGM-148 Javelin                       |            | USA                 | PTŘS                    |                          |                                                             |
|                                       |            | MANPADS             |                         |                          |                                                             |
| RBS 70                                |            | Švédsko             | MANPADS                 |                          | 30 systémů                                                  |
| Minomety                              |            |                     |                         |                          |                                                             |
| M224                                  |            | USA                 | 60mm minomet            | M224A1                   |                                                             |
| M252                                  |            | USA                 | 81mm minomet            | M252A1                   |                                                             |

## Dělostřelectvo
| Zbraňový systém       | Fotografie            | Původ                 | Určení                      | Verze                 | Počet                 | Poznámky                                                                           |
| Dělostřelecké systémy | Dělostřelecké systémy | Dělostřelecké systémy | Dělostřelecké systémy       | Dělostřelecké systémy | Dělostřelecké systémy | Dělostřelecké systémy                                                              |
| --------------------- | --------------------- | --------------------- | --------------------------- | --------------------- | --------------------- | ---------------------------------------------------------------------------------- |
| K9 Thunder            |                       | Jižní Korea           | samohybná kanónová houfnice |                       | 0 (+30)               | V prosinci 2021 si Austrálie objednala 30 samohybných děl a 15 muničních vozů K10. |
| M777                  |                       | USA                   | houfnice                    |                       | 54                    |                                                                                    |

## Protivzdušná obrana
| Zbraňový systém     | Fotografie          | Původ               | Určení                                           | Verze               | Počet               | Poznámky                                |
| Protivzdušná obrana | Protivzdušná obrana | Protivzdušná obrana | Protivzdušná obrana                              | Protivzdušná obrana | Protivzdušná obrana | Protivzdušná obrana                     |
| ------------------- | ------------------- | ------------------- | ------------------------------------------------ | ------------------- | ------------------- | --------------------------------------- |
| NASAMS              |                     | Norsko              | protiletadlový raketový komplet středního dosahu | NASAMS 2            | 0                   | Objednány 2 baterie, další 4 plánovány. |

## Obrněná vozidla
| Vozidlo                | Fotografie   | Původ        | Určení                        | Verze           | Počet        | Poznámky                                                                   |
| Bojové tanky           | Bojové tanky | Bojové tanky | Bojové tanky                  | Bojové tanky    | Bojové tanky | Bojové tanky                                                               |
| ---------------------- | ------------ | ------------ | ----------------------------- | --------------- | ------------ | -------------------------------------------------------------------------- |
| M1 Abrams              |              | USA          | hlavní bojový tank            | M1A1            | 59           |                                                                            |
| Obrněné transportéry   |              |              |                               |                 |              |                                                                            |
| M113                   |              | USA          | obrněný transportér           | M113AS3 M113AS4 | 431          |                                                                            |
| Bushmaster PMV         |              | Austrálie    | obrněný transportér           |                 | 1052         |                                                                            |
| Bojová vozidla pěchoty |              |              |                               |                 |              |                                                                            |
| Boxer                  |              | Německo      | kolové bojové vozidlo pěchoty |                 | 25           | Celkem objednáno 211 vozidel.                                              |
| ASLAV                  |              | USA          | kolové bojové vozidlo pěchoty |                 | 257          |                                                                            |
| K21                    |              | Jižní Korea  | bojové vozidlo pěchoty        |                 | 0 (+129)     | Austrálie v rámci zbrojního programu Land 400 Phase 3 nakoupí 129 BVP K21. |
| Lehká obrněná vozidla  |              |              |                               |                 |              |                                                                            |
| Hawkei PMV             |              | Austrálie    | lehké obrněné vozidlo         |                 | 260+         | Celkem objednáno 1100 vozidel.                                             |
| Speciání tanky         |              |              |                               |                 |              |                                                                            |
| M88 Hercules           |              | USA          | vyprošťovací tank             | M88A2           | 13           |                                                                            |

## Automobilová technika
| Vozidlo                   | Fotografie                | Původ                     | Určení                    | Verze                     | Počet                     | Poznámky                  |
| Osobní terénní automobily | Osobní terénní automobily | Osobní terénní automobily | Osobní terénní automobily | Osobní terénní automobily | Osobní terénní automobily | Osobní terénní automobily |
| ------------------------- | ------------------------- | ------------------------- | ------------------------- | ------------------------- | ------------------------- | ------------------------- |
| Mercedes-Benz třídy G     |                           | Německo                   | terénní automobil         |                           | 2268                      |                           |
| Nákladní automobily       |                           |                           |                           |                           |                           |                           |
| RMMV HX                   |                           | Německo                   | nakladní automobil        |                           | 2536                      |                           |

## Vrtulníky
| Zbraňový systém       | Fotografie        | Původ             | Určení               | Verze             | Počet             | Poznámky                                                        |
| Bitevní vrtulníky     | Bitevní vrtulníky | Bitevní vrtulníky | Bitevní vrtulníky    | Bitevní vrtulníky | Bitevní vrtulníky | Bitevní vrtulníky                                               |
| --------------------- | ----------------- | ----------------- | -------------------- | ----------------- | ----------------- | --------------------------------------------------------------- |
| Eurocopter Tiger      |                   | Evropská unie     | bitevní vrtulník     |                   | 22                |                                                                 |
| AH-64 Apache          |                   | USA               | bitevní vrtulník     | AH-64E            | 0 (+29)           |                                                                 |
| Víceúčelové vrtulníky |                   |                   |                      |                   |                   |                                                                 |
| NH90                  |                   | Evropská unie     | víceúčelový vrtulník |                   | 41                |                                                                 |
| UH-60M                |                   | USA               | víceúčelový vrtulník |                   | 27 (+40)          | V prosinci 2021 si australské MO objednalo 40 vrtulníků UH-60M. |
| Transportní vrtulníky |                   |                   |                      |                   |                   |                                                                 |
| CH-47 Chinook         |                   | USA               | transportní vrtulník | CH-47F            | 14                |                                                                 |
| Výcvikové vrtulníky   |                   |                   |                      |                   |                   |                                                                 |
| EC 135                |                   | Evropská unie     | výcvikový vrtulník   | EC135 T2+         | 15                |                                                                 |